# Isiguro Aja
Isiguro Aja (石黒彩; Szapporo, 1978. május 12. –), férjezett nevén Jamada Aja (山田亜弥) japán énekesnő. A Morning Musume első generációjának tagja, de bemutatkozott divattervezőként is.

## Élete

### 1997-2000
1997-ben indult a SharanQ női vokalistáját kereső meghallgatáson, de nem nyert. Bekerült azonban azon öt lány közé, akikből Cunku később megalapította Morning Musume-t. 1998-ban tagja lett a a Tanpopo-nak is. 2000-ben elhagyta a Hello! Project-et, és mindkét csapatot is, majd hozzáment Jamada Szinja-hoz, a Luna Sea rockbanda tagjához. Első lányuk az év novemberében született, később életet adott egy kisfiúnak és egy újabb kislánynak is.

### 2001-2004
2001-ben indult divattervezői karrierje, és könyvet kezdett írni, ami 2004-ben jelent meg „Kosodate Project” címen, és arról szól, milyen idolnak és anyának lenni egyszerre. Mindeközben TV műsorok házigazdájaként is fel-feltűnt.

### 2012
2012-ben, vendégként jelent meg a Dream Morning Musume Nippon Budokan-béli fellépésén Cudzsi Nozomi-val.